# Reno (Wein)
Unter der Bezeichnung Reno werden italienische Weißweine, Perl- und Schaumweine vermarktet, die in der Provinz Piacenza (Region Emilia-Romagna) produziert wurden. Namensgebend ist der Fluss Reno, in dessen Nähe viele der Weinbaugemeinden liegen. Das Weinbaugebiet besitzt seit 1987 eine „kontrollierte Herkunftsbezeichnung“ (Denominazione di origine controllata – DOC), die zuletzt am 7. März 2014 aktualisiert wurde.

## Anbaugebiet
Anbau und Vinifikation dürfen nur in den Gemeinden Imola, Dozza, Castel San Pietro Terme, Castelguelfo, Medicina, Ozzano dell’Emilia, Castenaso, Budrio, Granarolo dell’Emilia, Bologna, San Lazzaro di Savena, Bentivoglio, San Giorgio di Piano, San Pietro in Casale, Pieve di Cento, Castelmaggiore, Argelato, Castello d’Argile, Casalecchio di Reno, Calderara di Reno, Sala Bolognese, Zola Predosa, Crespellano, Anzola dell’Emilia, San Giovanni in Persiceto, Sant’Agata Bolognese, Crevalcore und Bazzano – alle in der Metropolitanstadt Bologna sowie in den Gemeinden Ravarino, Nonantola, Castelfranco Emilia, San Cesario sul Panaro, Savignano sul Panaro in der Provinz Modena erfolgen.

## Erzeugung
Folgende Weintypen werden angeboten:
- Reno Montuni (auch als Frizzante und Spumante): muss zu mindestens 85 % aus der Rebsorte Montù bestehen. Höchstens 15 % andere weiße Rebsorten, die für den Anbau in der Region Emilia-Romagna zugelassen sind, dürfen zugesetzt werden.
- Reno Pignoletto (auch als Frizzante und Spumante): muss zu mindestens 85 % aus der Rebsorte Pignoletto bestehen. Höchstens 15 % andere weiße Rebsorten, die für den Anbau in der Region Emilia-Romagna zugelassen sind, dürfen zugesetzt werden.
- Reno Bianco (auch als Frizzante und Spumante): muss zu mindestens 40 % aus den Rebsorten Albana und/oder Trebbiano Romagnolo – einzeln oder gemeinsam – bestehen. Höchstens 60 % andere weiße Rebsorten, die für den Anbau in der Region Emilia-Romagna zugelassen sind, dürfen zugesetzt werden.